# Список загиблих народних депутатів України
Список народних депутатів України, що загинули під час перебування на посаді.
| ПІП                             | Світлина                    | Скликання | Дата народження   | Дата смерті       | Вік | Обставини смерті |
| Бойко Вадим Леонідович          | Пам'ятна дошка Вадиму Бойку | 1         | 5 листопада 1962  | 14 лютого 1992    | 29  | Вадим Бойко згорів у власній квартирі за нез'ясованих обставин. Серед причин смерті називають вибух телевізора та умисний підпал через журналістські розслідування депутата. |
| Аптер Яків Михайлович           |                             | 1         | 30 листопада 1940 | 18 листопада 1993 | 52  | 18 листопада 1993 Яків Аптер прямував в автомобілі «Волга» з сімферопольського аеропорту до самого Сімферополя, де на нього чекала політрада СПРК. Але біля села Білоглинка (траса Євпаторія — Сімферополь) авто потрапило у дорожньо-транспортну пригоду і Яків Аптер разом з водієм та чотирма соратниками трагічно загинув. |
| Драгомарецький Сергій Дмитрович |                             | 2         | 16 січня 1955     | 16 травня 1996    | 41  | Автокатастрофа на трасі Київ-Одеса на межі Миколаївської обл. за нез'ясованих обставин депутатів з Одещини С.Драгомарецького і М.Мясковського, які розслідували махінації Л.Кучми. Ухиляючись від зустрічної машини, їх автомобіль з'їхав в кювет і врізався в дерево. Драгомарецький був Головою Контрольної комісії ВРУ з питань приватизації. Загинув також власник машини, яка забрала депутатів з Києва для участі у сесії Одеської міськради. Міліція підібрала Мясковського і власника машини, які померли в лікарні, а Драгомарецького виявила лише повернувшись повторно на місце події, хоча саме він був за кермом. До обрання депутатом у 1994 р. Драгомарецький був докторантом каф. ек. теорії Одеського національного економічного університету, а ще раніше - ді-джеєм Порт-клуба Одеси. |
| Щербань Євген Олександрович     | Євген Щербань               | 2         | 18 січня 1946     | 3 листопада 1996  | 50  | Євгена Щербаня було вбито 3 листопада 1996 року у аеропорту міста Донецька. Вбивство здійснила група злочинців у складі Вадима Болотських, Геннадія Зангеліді та їх спільників. |
| Гетьман Вадим Петрович          | Вадим Гетьман               | 2         | 12 липня 1935     | 22 квітня 1998    | 62  | 22 квітня 1998 Вадим Гетьман був застрелений у ліфті київського будинку, де він мешкав. Підозрюваного в його вбивстві було затримано лише в 2002. Ним виявився 29-річний на момент убивства Сергій Кулєв, член так званої «Банди Кушніра», донбаського злочинного угрупування. |
| Кухарчук Олег Сергійович        | Могила Олега Кухарчука      | 3         | 2 травня 1948     | 12 серпня 1998    | 50  | Загинув 12 серпня 1998 року внаслідок недбалого поводження зі зброєю його маленької дочки. |
| Чорновіл В'ячеслав Максимович   |                             | 3         | 24 грудня 1937    | 25 березня 1999   | 61  | В'ячеслав Чорновіл загинув за нез'ясованих обставин в автокатастрофі на шосе під Борисполем. Трагедія сталася на 5-му кілометрі автотраси Бориспіль—Золотоноша. Автомобіль Чорновола врізався в «КамАЗ» з причепом, який розвертався посеред шосе. В. Чорновіл і його водій Євген Павлов загинули на місці. Соратники В. Чорновола та його син Тарас Чорновіл вважають його загибель політичним убивством. |
| Кононенко Юрій Савич            |                             | 3         | 15 серпня 1955    | 22 січня 2001     | 51  | 22 січня 2001 року депутат був знайдений мертвий у власному офісі на харківському авторинку «Лоск». Юрій Кононенко помер за загадкових обставин від пострілу в серце з його ж власного мисливського карабіна. |
| Ємець Олександр Іванович        | Могила Олександра Ємця      | 3         | 1 січня 1959      | 28 січня 2001     | 42  | Загинув 28 січня 2001 року в автомобільній катастрофі. Похований на Байковому кладовищі (ділянка № 52а). |
| Оробець Юрій Миколайович        | Юрій Оробець                | 5         | 19 червня 1955    | 16 жовтня 2006    | 51  | Загинув в автомобільній аварії на Оболонському проспекті в Києві. |
| Кушнарьов Євген Петрович        |                             | 5         | 29 січня 1951     | 17 січня 2007     | 55  | 16 січня 2007 під час повернення з полювання зазнав вогнепального поранення черевної порожнини, яке стало для Кушнарьова смертельним. Помер 17 січня 2007 в районній лікарні м. Ізюм Харківської області. За непідтвердженими даними, смертельне поранення Кушнарьову завдав один з його друзів — заступник директора харківського заводу «Точприбор» Дмитро Завальний. |
| Антемюк Анатолій Дмитрович      |                             | 5         | 31 травня 1979    | 9 травня 2007     | 27  | 9 травня 2007 року загинув в автокатастрофі на проспекті Гагаріна в Києві. |
| Сирота Михайло Дмитрович        | Могила Михайла Сироти       | 6         | 17 липня 1956     | 25 серпня 2008    | 52  | Загинув 25 серпня 2008 у дорожній пригоді під містом Узин (Білоцерківський район Київської області). |
| Лісін Микола Павлович           | Могила Миколи Лісіна        | 6         | 2 листопада 1964  | 17 квітня 2011    | 46  | Загинув внаслідок ДТП у ніч на 17 квітня 2011 року. В крові депутата був виявлений алкоголь. Згідно з повідомленням, «о другій годині ночі Лісін, рухаючись на автомобілі Lamborghini на швидкості більше 150 км/год[2] з невідомих причин скоїв наїзд на бордюрний камінь, після чого автомобіль, втративши керованість, виїхав на зелену зону, де скоїв наїзд на рекламну конструкцію «ціни на пальне» однієї з автозаправних станцій столиці». |
| Єремеєв Ігор Миронович          |                             | 8         | 3 квітня 1968     | 12 серпня 2015    | 48  | Помер в лікарні після черепно-мозкової травми внаслідок падіння з коня. |
| Ванат Петро Михайлович          |                             | 8         | 28 січня 1938     | 8 лютого 2017     | 79  | |
| Тимчук Дмитро Борисович         |                             | 8         | 27 червня 1972    | 19 червня 2019    | 46  | |